# Murilo Felisberto
Murilo Agostini Felisberto (Lavras, 1 de novembro de 1939 – São Paulo, 11 de maio de 2007) foi um jornalista e publicitário brasileiro.

## Biografia
Murilo Felisberto trabalhou na Folha de S.Paulo durante a década de 1960, sendo colega de outros grandes nomes do jornalismo nacional, como José Hamilton Ribeiro. Seu primeiro grande destaque na carreira foi liderar, junto com Mino Carta, em 1966, a criação do Jornal da Tarde, com modelo altamente inovador para a época.
Foi editor do JT entre 1968 e 1978. Tempos depois, trocou o jornalismo pela publicidade, trabalhando como diretor de arte e diretor de criação da agência DPZ durante a década de 1980. Em 2000 voltou ao JT, introduzindo, como editor-chefe, o processo de reestruturação do jornal. Ficou lá até 2003. "Murilinho", como era conhecido nas redações por onde passou, morreu em 11 de maio de 2007, vítima de falência de múltiplos órgãos depois de complicações por causa de um tumor no fígado.